# 중난하이 (담배)

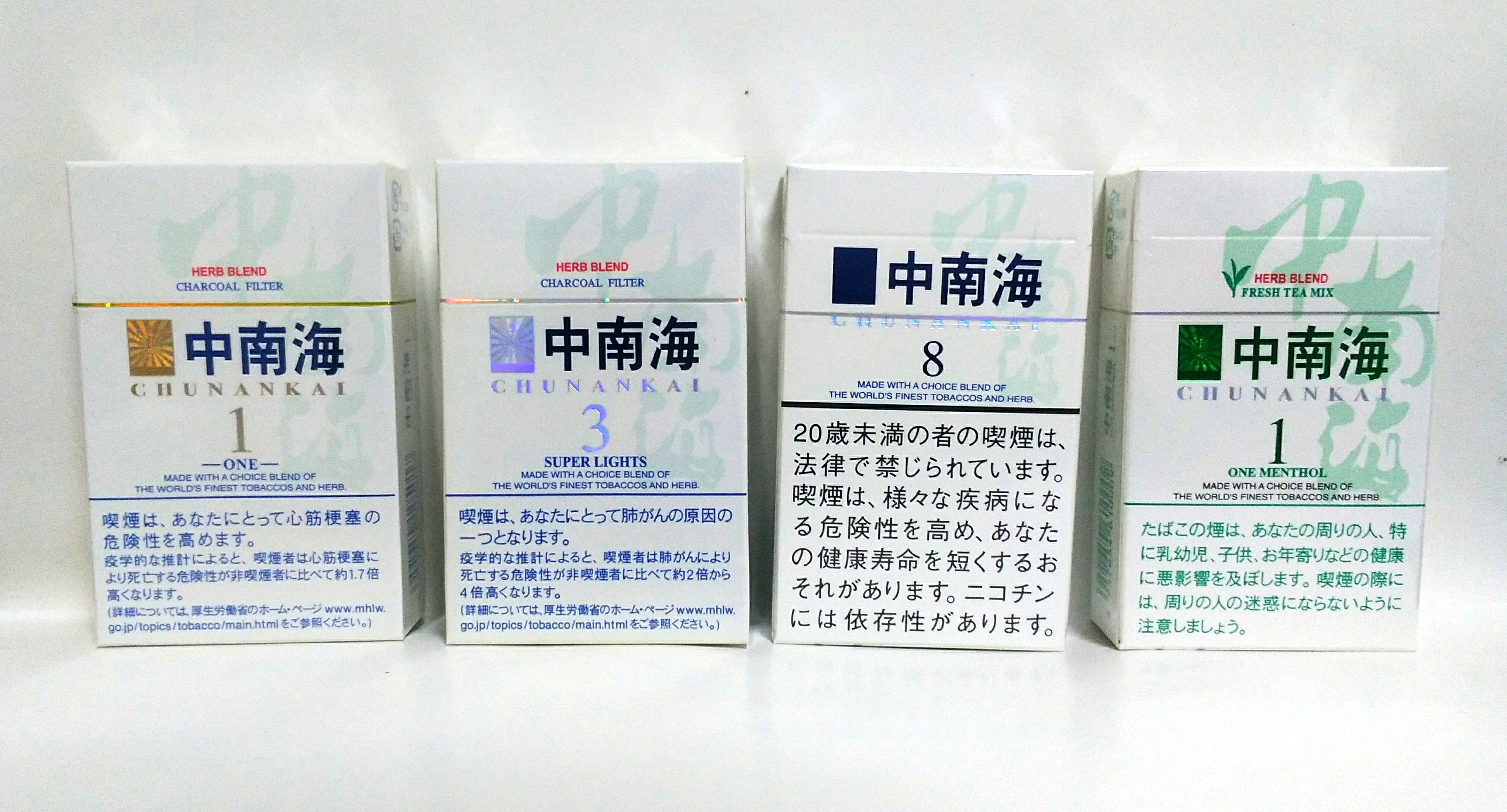

중난하이(중국어: 中南海, 병음: Zhōngnánhăi)는 담배 제품의 하나이다. 중화인민공화국에서 제조되고, 담뱃잎도 100% 중국산이다. 베이징에 있는 정부 고관 전용의 고급 담배 제조 공장에서 개발되었다. 감초 등의 약초가 함유되어 있어 독특한 향을 가지고 있다. 이 담배의 특색인 '한방 첨가 기술'은 중국, 미국, 스위스 등 세계 5개국에서 특허를 가지고 있다.

## 제품
2011년 현재 대한민국에서는 다음 제품들이 판매되고 있으며 주로 외국인이 많은 공단지역을 중심으로 판매되고 있다.
| 이름                | 규격       | 수량 | 출시 일자      | 판매 지역                 |
| ------------------- | ---------- | ---- | -------------- | ------------------------- |
| 中南海 Lights       | King(84mm) | 20   | 2010년 7월 1일 | 대한민국, 중국, 일본 등지 |
| 中南海 Super Lights | King(84mm) | 20   | 2010년 7월 1일 | 대한민국, 중국, 일본 등지 |
| 中南海 One          | King(84mm) | 20   | 2010년 7월 1일 | 대한민국, 중국, 일본 등지 |